# بوكوس الأول
بوكوس أو بخوس، ملك أمازيغي حكم مملكة موريطنية ( المغرب حالي ) حوالي 110 سنة قبل الميلاد، وأشير إليه من قبل المؤرخين ببوكوس الأول وكان صهرا للملك النوميدي الأمازيغي يوغرطة ملك مملكة نوميديا ، واللذين معا أعلنوا الحرب على الرومان.

## تاريخ
تحالف «بوكوس الأول» مع ملك نوميديا يوغرطة [محل شك]، ثم تحرك الملكان الأمازيغيان بجيوشهما تجاه قسنطينة. [محل شك]، وهذا ما دفع بالرومان إلى وقف الحرب وإستغلال الخصام الذي وقع بين بوكوس ويوغرطة وطلبوا من «بوكوس» التوقف عن مساعدة الملك يوغرطة وفتح مائدة المفاوضات. طرح بوكوس اقتراحات على الرومان، وفي مقابلة أجراها بوكوس الأول مع القنصل الروماني سولا الذي أرسل سفراء إلى روما. وفي روما تم دعم فكرة التحالف على الشروط التي أظهر بوكوس أنه يستحقها وبعد مفاوضات عديدة، أخيرا وافق بوكوس على إرسال رسالة إلى يوغرطة لطلب قدومه وتم تسليم يوغرطة إلى سولا. ثم أبرم بوكوس معاهدة مع الرومان وتم إضافة جزء من نوميديا إلى مملكة موريطنية.
حافظ الملك بوخوس الأول على علاقات جيدة مع روما بعد ذلك، حيث زود الرومان بنمور شمال أفريقيا والأسود للترفيه.
ورث بوكوس الأول مملكة عظيمة عن جده باكا، وبسبب الصراع الذي دار بينه ويوغرطة دفعه إلى التفكير في تأمين حدوده الشرقية مع مملكة نوميديا وهذا ما دفعه إلى الاستلاء على الجزء الغربي من مملكة يوغرطة وتوسيع مملكته. وقد مارس الملك «بوكوس الأول» سلطته المطلقة في حدود قدراته العسكرية، وفي حدود التعامل مع العصبيات القبلية. كان له مجلس شورى من الأقارب والأصدقاء وبعض زعماء القبائل، وكان له ديوان للكتابة ولتدبير شؤون الجيش. كان «بوكوس الأول» ينتقل بين عواصم عديدة، نذكر من بينها طنجيس وسيكا وتمودة ووليلي. سك النقود بإسمه وعين خمسة سفراء للإتصال مع روما ومملكة نوميديا وأسند قيادة العمليات العسكرية لإبنه فوليكس.

## التحالف مع الرومان
نجح الرومان في جر ملك الموريطنية «بوكوس الأول» إلى مساندتهم على ضد يوغرطة النوميدي ألقى عليه القبض سنة 104 ق.م وسلمه للرومان ليعدم سنة 106 ق.م، وبذلك انتهت حرب يوغرطة ضد روما.

## الوفاة
توفي بوكوس الأول حوالي سنة 50 قبل الميلاد، ثم إنقسمت مملكة موريطنية بين إبنيه إلى شطرين، حكم الشطر الشرقي بوكوس الثاني، وحكم الشطر الغربي بوكود وكان نهر ملوية هو الخط الحدودي الفاصل بين المملكتين، وفي سنة 38 قبل الميلاد استولى بوكوس الثاني على النصف الذي يحكم أخوه بوكود.

نصب تذكاري من موقع إيطالي يصف الملك الأمازيغي بوكوس، ملك موريتانيا، 68 قبل الميلاد، النصب أقامه بوكوس.